# Сирио (футбольный клуб, Сан-Паулу)
Клуб часто путают с командой «Сирио Либанес» из Рио-де-Жанейро, выступавшую в те же годы.
Спортивный клуб «Си́рио» (порт.-браз. Esporte Clube Sírio) или просто «Сирио» — бразильский спортивный клуб из города Сан-Паулу. Футбольная секция клуба существовала с начала основания по 1935 год.

## История
Спортивный клуб «Сирио» был основан 14 июля 1917 года сирийскими и ливанскими эмигрантами, которые отмечая день рождения Михлема Симана Раси, преподнесли ему в подарок должность первого президента «Спортивного клуба Сирио». Через некоторое время они арендовали помещение на улице Руа-ду-Комерсиу, ставшее первой штаб-квартирой клуба. 12 августа состоялась первая тренировка клуба, а в сентябре появился логотип, просуществовавший до 1970-х годов. 20 января 1918 года клуб провёл первый матч с командой «Кронистас», где проиграл со счётом 2:3.
К июню 1918 года клуб насчитывал уже 150 человек, а в 1920 году на улицу Руа Флоренсио де Абреу переехала штаб-квартира. Чуть позже, в 1924 году, клуб приобрёл участок в 45 000 квадратных метров, где были построены четыре теннисных корта, баскетбольные площадки, футбольное поле и бассейн для водных видов спорта.
В 1935 году футбольная секция клуба была ликвидирована из-за введения профессионализма в бразильском футболе годом ранее.